# Minstedt 7

Lage von Minstedt innerhalb der Gemeinde Bremervörde

Die mesolithische Freilandstation Minstedt 7, in der älteren Literatur auch „Hincks Weide III“ genannt, wurde 1954 durch den Amateurarchäologen und Realschulrektor Friedrich Wilhelm Franke entdeckt. Sie befindet sich etwa 50 km westlich von Hamburg im Altmoränengebiet der Saale-Eiszeit, etwa 130 m westlich der Oste, eines Nebenflusses der Elbe. Namensgeber ist Minstedt, ein Ortsteil von Bremervörde im niedersächsischen Landkreis Rotenburg (Wümme); die Fundstätte liegt südwestlich von Minstedt. 
Eine Datierung ins Frühmesolithikum, vielleicht um 7000 v. Chr., ließ sich anhand der Artefakte, bei insgesamt wenig brauchbarer Dokumentation durch den Ausgräber, wahrscheinlich machen. Das Tätigkeitsspektrum der örtlichen Mesolithiker war, so erweist die lithische Analyse, die aufgrund der aufbewahrten Artefakte möglich war, sehr eng; es beschränkte sich möglicherweise auf das Sammeln und Rösten von Haselnüssen, wie es an vielen Fundstellen nachgewiesen ist, sowie eine spezialisierte Jagd; dafür spricht auch, dass die Rohmaterialien ausnahmslos aus der näheren Umgebung stammen. Das Vorhandensein von Kernbeilen im Inventar von Minstedt 7 erlaubt die Zuweisung der Station zum nordeuropäischen Kern- und Scheibenbeilkreis, dem benachbarte Fundplätze im Umkreis des Unterlaufes von Elbe und Weser ebenfalls angehören.
Bereits vor 1954 war die Fundstätte, die sich auf einer Dünenkuppe befand, durch Sandentnahmen teilweise zerstört worden. Das als Weide genutzte Gebiet wurde vielfach eingeebnet, der Sand in die tiefer liegenden Bereiche verschoben. 1953/54 wurden dabei offenbar mehrere Stationen zerstört. 
Anlässlich der Vorbereitungen für neue Sandentnahmen im Jahr 1958 plante Franke mit Zustimmung der zuständigen Denkmalschutzbehörde eine Grabung, die ab dem 20. April bis in den Mai und im August/September des Jahres durchgeführt wurde. Dabei wurde eine Fläche von 61 m² ergraben. Genauer gesagt handelte es sich um zwei 6 m voneinander entfernt liegende Flächen von 49, bzw. 12 m². Gesiebt wurde allerdings nur bei der Suche nach organischem Material (Haselnussschalen, Holzkohle), das der Datierung dienen konnte, daher ist eine statistische Analyse des anorganischen Fundmaterials nur noch eingeschränkt möglich. Zudem ist der Quadratplan, den Franke angefertigt hatte, heute verschollen. Darüber hinaus ist nur ein kleiner Teil der Artefakte beschriftet. Eine eingehende Gesamtfundverteilung liegt nur für 34 m² vor. Laut Franke wurden insgesamt 2237 Artefakte geborgen, wobei 1329 von der Fläche A stammten, 908 von der Fläche B. Angaben über die Zahl der Artefakte aus der Oberflächensammlung fehlen. Einen Bericht habe er 1962 an Hermann Schwabedissen vom Institut für Ur- und Frühgeschichte in Köln geschickt. Dessen C-14-Datierung habe bei „6590 ± 60 v. Chr.“ gelegen.
Nach der letzten Durchsicht mussten diese Zahlen korrigiert werden, denn es ließen sich 2159 Artefakte von der Fläche A, 1233 von B und weitere 348 Artefakte aus Oberflächensammlungen nachweisen. Das überwiegende Fundmaterial wurde in nur zwei Kartons aufbewahrt, die Kartierung ist unvollständig. Dennoch ist das Fundmaterial nicht von Vermischungen betroffen, so dass sämtliche Stücke dem Fundplatz zugeordnet werden konnten. Allerdings ließen sich aufgrund der ungünstigen Dokumentation kaum Aussagen über die Struktur und die Dynamik des Fundplatzes gewinnen, aber immerhin ermöglichten die Fundstücke die Untersuchung artefaktmorphologischer und technologischer Fragestellungen.
In Frankes Grabungsprotokoll finden sich Hinweise auf mehrere Feuerstellen, die in seiner 1978 erschienenen Publikation nicht auftauchen. Insgesamt handelt es sich wohl um zwei Werkareale einer zusammengehörigen Station, die möglicherweise nur einmal genutzt worden ist. Vielleicht wurde die Station aber auch mehrfach aufgesucht, dann aber mit derselben Aufgabenstellung.